# Omul care a inventat Crăciunul
Omul care a inventat Crăciunul (titlu original: The Man Who Invented Christmas) este un film de Crăciun irlandezo-canadian din 2017 regizat de Bharat Nalluri. Rolurile principale au fost interpretate de actorii Dan Stevens, Christopher Plummer și Jonathan Pryce. Scenariul este scris de Susan Coyne și este bazat pe o carte omonimă de Les Standiford. Filmul îl prezintă pe Charles Dickens în momentul în care scria A Christmas Carol și despre modul în care personajul principal fictiv  Ebenezer Scrooge (Plummer) a fost influențat de tatăl scriitorului,  John Dickens (Pryce).

## Distribuție
- Dan Stevens - Charles Dickens
- Christopher Plummer - Ebenezer Scrooge
- Jonathan Pryce - John Dickens, Charles Dickens' father
- Simon Callow - John Leech, an illustrator
- Donald Sumpter - Jacob Marley
- Miriam Margolyes - Mrs. Fisk
- Morfydd Clark - Kate Dickens
- Justin Edwards - John Forster
- Ian McNeice - Edward Chapman
- Bill Paterson - Mr. Grimsby
- Anna Murphy - Tara/Ghost of Christmas Past
- Eddie Jackson - Scam Artist
- Neil Slevin - Italian Workman
- Paul Kealyn - Warren's Foreman
- Aleah Lennon - Mamie Dickens
- Ger Ryan - Elizabeth Dickens
- Ely Solan - young Charles
- Valeria Bandino - Tart

## Vezi și
- 2017 în film
- Listă de filme de Crăciun